# Deutsche Schule Sankt Petersburg
Die Deutsche Schule Sankt Petersburg (DSP) ist eine Deutsche Auslandsschule in der russischen Stadt Sankt Petersburg. Die unter der Schirmherrschaft des Deutschen Generalkonsulats stehende Schule startete am 1. September 2009 zunächst mit einem Kindergarten für Kinder ab drei Jahren, einer Vorschule sowie den Klassenstufen 1 bis 9. Sie wird von der Bundesrepublik Deutschland über die Zentralstelle für das Auslandsschulwesen (ZfA) finanziell gefördert.
Der Unterricht an der Deutschen Schule Sankt Petersburg orientiert sich am Lehrplan des Bundeslandes Thüringen. Neben der deutschen ist auch die russische Sprache fester Bestandteil des Curriculums von der ersten Klasse an, Englisch wird ab der 3. Klasse unterrichtet, Französisch folgt ab der 6. Klasse. In der Grundschule wird Kunstunterricht in russischer Sprache, alle anderen Fächer werden, mit Ausnahme der Fremdsprachen, in deutscher Sprache unterrichtet. Zum Ganztagsangebot gehören zahlreiche Arbeitsgemeinschaften aus dem naturwissenschaftlichen, künstlerischen und sportlichen Bereich, Förderkurse und Hausaufgabenbetreuung.
Das Schulgelände ist abgeschlossen und hat einen Pausenhof mit Spielplatz.

## Lage
Die Schule liegt auf der Petrograder Seite im Zentrum der Stadt. Die nächsten Metrostationen sind Tschkalowskaja (Linie 5) bzw. Petrogradskaja (Linie 2).

## Schulleben
Die Deutsche Schule St. Petersburg wurde am 1. September 2009 als Schule beim Generalkonsulat der Bundesrepublik Deutschland in St. Petersburg eröffnet. Sie ist eine Ganztageseinrichtung mit Kindergarten, Grundschule und Gymnasium. Die Haupt- und Realschüler werden binnendifferenziert unterrichtet. Die Schule ist eine Begegnungsschule. Da viele Schüler in ihrer Vergangenheit andere Auslandsschulen besucht haben oder in anderen Ländern gelebt haben, verbindet die Deutsche Schule St. Petersburg deutsche, russische und internationale Erfahrungen und Lebenswelten. In den Kindergarten sowie in die 1. und 2. Klasse der Grundschule werden Schüler ohne Deutschkenntnisse aufgenommen.
Seit 2021 ist der Erwerb des International Baccalaureates möglich.

## Geschichte
Die Geschichte der Deutschen Schule Sankt Petersburg begann im Frühjahr 2009 mit der Gründung des Förder- und Trägervereins. Zum 1. September 2009 wurde der Schul- und Kindergartenbetrieb aufgenommen. Im Schuljahr 2012/2013 legten die ersten Schüler die Prüfung Mittlerer Schulabschluss (MSA) ab, die zum Übertritt in die Oberstufe des Gymnasiums berechtigt.